# (279274) Shurpakov
(279274) Shurpakov est un astéroïde de la ceinture principale.

## Description
(279274) Shurpakov est un astéroïde de la ceinture principale. Il fut découvert le 19 novembre 2009 à Tzec Maun par Vitali Nevski. Il présente une orbite caractérisée par un demi-grand axe de 3,14 UA, une excentricité de 0,26 et une inclinaison de 5,8° par rapport à l'écliptique.

## Compléments